# Cesta do srdce osmého trpaslíka
Cesta do srdce osmého trpaslíka, plným názvem Jůhele XV. aneb Cesta do srdce osmého trpaslíka, uváděná také jako Magazín Jů Hele: Cesta do srdce osmého trpaslíka, je československá pohádka z roku 1984, režírovaná Libuší Koutnou. Výtvarníky pohádky jsou Stanislav Holý, Martin Lhoták a Renata Lhotáková, masky vytvořila Vlasta Zákostelecká, choreografii sestavil Jiří Němeček ml., dramaturgyní byla Zdena Brunclíková, vedoucí výrobního štábu byla Alena Kaněrová. Texty písní napsal Zdeněk Svěrák.

## Děj
Hodný, ale přerostlý osmý trpaslík ráno vstane a uklízí před domečkem. Pom zavolá Šamšulu a dá mu cukříček. Trpaslíka přijde navštívit jeho láska Sněhurka, tak jí nabídne cukřík také. Pak si spolu povídají a Sněhurka trpaslíkovi nabídne houbu. Po chvíli přiletí špehovací motýl kosmické čarodějnice.
Mezitím kosmická čarodějnice připravuje ve své jeskyni lektvar. Její sluha Milouš přinese petrolej a nalije ho do lektvaru. Po chvíli přiletí špehovací motýl. Kosmická čarodějnice ochutná lektvar a vyplivne ho, protože jí nechutná. Potom se posadí do houpacího křesla a sleduje v kouzelném zrcadle záznam osmého trpaslíka se Sněhurkou pořízený špehovacím motýlem. Protože má sama o osmého trpaslíka zájem, snaží se vymyslet způsob, jak se Sněhurky zbavit. Vyrobí kouzelná cukrátka, pomocí kterých promění Milouše a Mufa v otrávená jablka, a takto proměněné je pošle za Sněhurkou.
Otrávená jablka dojdou až na palouček, kde se prochází Sněhurka. Otrávená jablka přesvědčí Sněhurku, že potřebují vyleštit a při leštění se jim podaří Sněhurku otrávit.
Později na palouček přiletí sama kosmická čarodějnice. Nejprve odmítne dát Šamšulovi cukřík a pak se promění ve Sněhurku. V podobě Sněhurky se kosmická čarodějnice snaží přesvědčit osmého trpaslíka k svatbě, ale on lest prohlédne. Když mu kosmická čarodějnice sdělí, že Sněhurku otrávila, prohlásí, že Sněhurka stále žije v jeho srdci. Kosmická čarodějnice se pak promění do své podoby. Tato podoba osmého trpaslíka vyděsí tak, že omdlí.
Kosmická čarodějnice zavolá svá otrávená jablka a pošle je do trpaslíkova srdce, aby zničili i druhou Sněhurku žijící v trpaslíkově srdci. Jablka v trpaslíkově srdci opravdu Sněhurku najdou a jeho srdce vyhodí do povětří. To osmého trpaslíka probere. Protože má osmý trpaslík zničené srdce, je na všechny zlý, i na Šamšulu, který po něm opět chce cukřík. Pak si jde na chvíli lehnout.
Na palouček za osmým trpasíkem přijdou Jů a Hele s dětmi. Šamšula je varuje, že osmý trpaslík už není hodný, ale zlý. Jů a Hele chvíli nad trpaslíkovým zničeným srdcem naříkají, ale pak se jim ho povede s pomocí dětí dát zase do pořádku.
Když se osmý trpaslík probudí, je zase hodný. Opět dá cukřík Šamšulovi a zbytek cukříků rozdá dětem. Hele najde otrávenou Sněhurku a snaží se jí probudtit. Otrávená Sněhurka se probudit nemůže a tak Helemu říká, že je otrávená, a aby se mohla probudit, potřebuje, polibek. Protože si Hele neví rady, Sněhurka se k němu nakloní sama a Heleho políbí, čímž je přivedena opět k životu. Odněkud přiletí závoj, který si Sněhurka nasadí, a rozběhne se za osmým trpaslíkem. V jeskyni to vše v kouzelném zrcadle sleduje kosmická čarodějnice, kterou to rozzlobí a kouzelné zrcadlo rozbije.
Sněhurka se za osmého trpaslíka provdá.

## Obsazení
| Jitka Molavcová   | Sněhurka, kosmická čarodějnice |
| Josef Dvořák      | osmý trpaslík                  |
| Pavel Zedníček    | Milouš                         |
| Zuzana Skalníková |                                |
| Jiří Lábus        | Jů                             |
| Ota Jirák         | Hele                           |
| Aťka Janoušková   |                                |

spolupracovala loutkoherecká skupina ČST Praha